# Pompholyxophryidae
Famille
Les Pompholyxophryidae sont une famille d'holomycètes de l'ordre des Rotosphaerida.

## Systématique
La famille des Pompholyxophryidae a été créée en 1987 par le protozoologiste américain Frederick C. Page (d),.

## Liste des genres
Selon The Taxonomicon (2 septembre 2022) :
- genre Pinaciophora Greeff, 1873
- genre Pompholyxophrys Archer, 1869 - genre type
- genre Rabdiophrys Rainer, 1968

Mikrujkov, 1999 distingue :
- genre Rabdiaster gen. n.

Nicholls, 2012 ajoute :
- genre Thomseniophora gen. n.

que Thomas Cavalier-Smith éclate en deux nouveaux genres : Turriplaca Cavalier-Smith, 2012 et Eiffelospina Cavalier-Smith, 2012.

## Publication originale
- (en) Frederick C. Page, « The Classification of ‘Naked’ Amoebae (Phylum Rhizopoda) », Archiv für Protistenkunde, Elsevier, vol. 133, nos 3-4,‎ janvier 1987, p. 199-217 (ISSN 0003-9365 et 2213-5553, OCLC 4649431785, BNF 37573399, DOI 10.1016/S0003-9365(87)80053-2).